# Хрисип (митологија)
Хрисип (грч. Χρύσιππος) је у грчкој митологији био елидски принц изузетне лепоте.

## Митологија
Хрисип је био син краља Пелопа и нимфе Анхиопе, или Данаје. Пелоп га је волео више него синове које је имао са својом законитом супругом Хиподамијом. Плашећи се да ће он бити престолонаследник, Хиподамија је наговорила своје синове Атреја и Тијеста, да га убију, што су они и учинили. Међутим, Пелоп је открио да су они починиоци и протерао их из земље. Према другом предању, тебански краљ Лај је протеран из своје земље, па је дошао на Пелопов двор. Пелоп му је поверио да обучава Хрисипа у управљању кочијама. Међутим, Лају се Хрисип допао и он га је силовао. Младић се од стида убио. Пошто Тебанци нису казнили краља због овог недела, Хера је на њихов град послала Сфингу. Ова два мита су обједињена у трећем, у којем су Атреј и Тијест заправо ослободили свог брата када га је Лај отео. Међутим, Хиподамија је затражила од својих синова да га убију. Пошто су се они колебали, сама је извршила злочин Лајевим мачем, због чега је Лај и окривљен. Ипак, на самрти, Хрисип је открио правог убицу. Постоји и предање да је Хрисипа отео Тезеј, као и да га је убио сам Пелоп, његов отац.

## Други ликови
Хрисип је био и један од Египтових синова, којег је имао са Тиријом, а који се оженио Хрисипом.